# Sitapur Pra.Da.
Sitapur Pra.Da. – gaun wikas samiti we wschodniej części Nepalu w strefie Sagarmatha w dystrykcie Siraha. Według nepalskiego spisu powszechnego z 2001 roku liczył on 1021 gospodarstw domowych i 5702 mieszkańców (2819 kobiet i 2883 mężczyzn).